# Virserums kommunala realskola
Virserums kommunala realskola var en kommunal realskola i Virserum verksam från 1949 till 1971.

## Historia
Skolan bildades som en högre folkskola som 1947 ombildades till en kommunal mellanskola som 1 juli 1952 ombildades till en kommunal realskola.
Realexamen gavs från 1949 till 1971.